# 科希策1區
48°44′14″N 21°16′05″E / 48.73722°N 21.26806°E

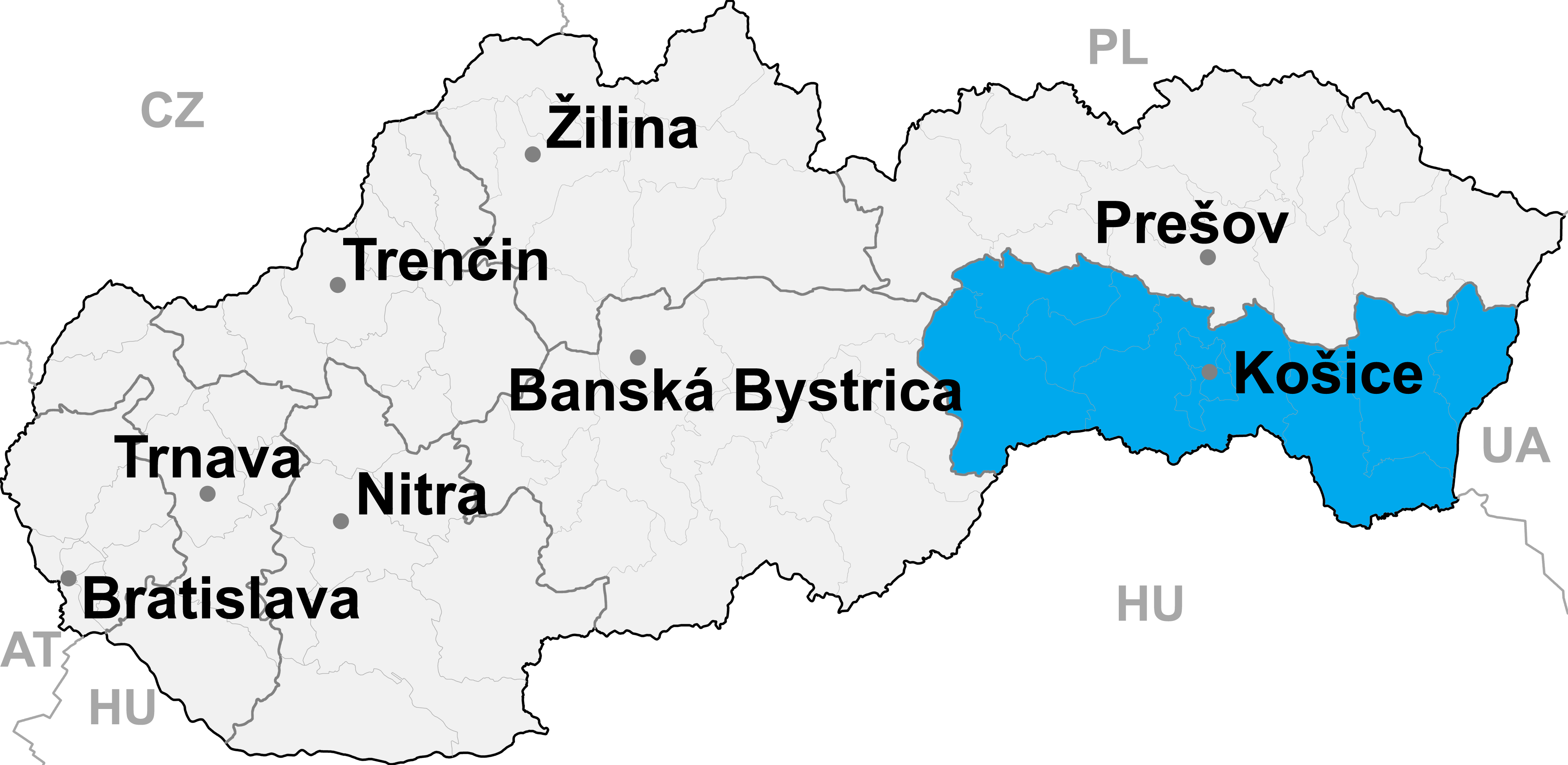

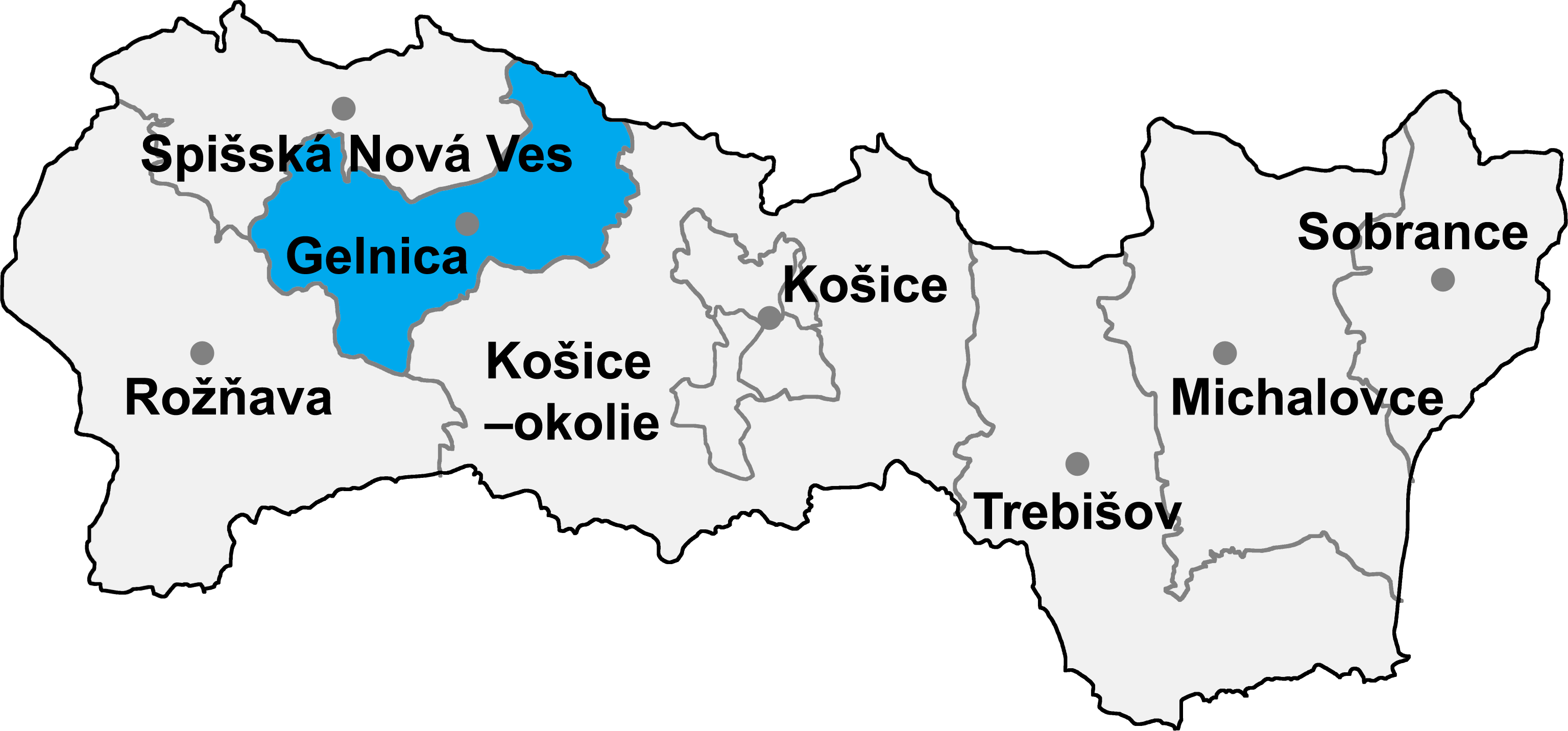

科希策1區，是斯洛伐克的一個區，位於該國東南部，由科希策州負責管轄，面積87平方公里，2001年該區人口68,089，人口密度每平方公里780人。